# Ryszard Gonczarek
Ryszard Ireneusz Gonczarek (ur. 30 września 1952 we Wrocławiu) – polski fizyk-teoretyk.

## Życiorys
Absolwent Politechniki Wrocławskiej (Wydział Podstawowych Problemów Techniki) z 1976. Tamże odbywał studia doktoranckie. Doktorat obronił w 1978. Habilitował się na Uniwersytecie Wrocławskim w 1988, tytuł profesora uzyskał w 2007.
Od 1978 pracuje w Politechnice Wrocławskiej jako adiunkt, od 1990 jako docent, od 1992 jako profesor nadzwyczajny, a od 2010 jako profesor zwyczajny.
Specjalizuje się w teorii ciała stałego i fazy skondensowanej, w szczególności są to: ciecze Fermiego, nadciekły hel-3, nadprzewodnictwo, nadprzewodnictwo nowej generacji i pod wysokim ciśnieniem, inżynieria kwantowa.
Jest autorem/współautorem ponad 80 artykułów w czasopismach z listy filadelfijskiej i kilkudziesięciu innych, 2 podręczników akademickich i 4 monografii. Był promotorem 7, recenzentem 7 prac doktorskich i 1 habilitacyjnej. Czterech wypromowanych doktorów uzyskało już stopień dr hab. i są oni prof. PWr; 1 jest profesorem University of Michigan-Shanghai Jiao Tong University Joint Institute, Chiny.
W Politechnice Wrocławskiej pełnił stanowiska: prodziekan Wydz. PPT 1993-1996; pełnomocnik rektora ds. studenckich 1996-1999; przewodniczący Odwoławczej Komisji Dyscyplinarnej dla Studentów 1999-2002; doradca prorektora ds. Studiów Doktoranckich 2002-2020; prodziekan Wydz. PPT 2008-2016; kierownik Katedry Technologii Kwantowych 2014-2020; czł. Senatu PWr 2016 -2020; pierwszy dziekan Szkoły Doktorskiej PWr 2019-2020. Był także czł. Sekcji Fizyk (P03B) Komitetu Badań Naukowych 2000-2002. Jest autorem/współautorem wielu aktów normatywnych PWr - regulaminów, zasad itp. dla studentów i doktorantów.
Ma syna Adama – doktora informatyki. Żona Ewa jest sędzią w Sądzie Okręgowym we Wrocławiu.

## Odznaczenia i nagrody
Za swoją działalność naukową i dydaktyczną otrzymał: Nagrodę Naukową im. Wojciecha Rubinowicza Polskiego Towarzystwa Fizycznego - 1978; Nagrodę Ministra Nauki, Szkolnictwa Wyższego i Techniki - 1979; Nagrodę Ministra Edukacji Narodowej - 1990; Srebrny Krzyż Zasługi - 1998; Złoty Medal za Długoletnią Służbę - 2009; Medal Komisji Edukacji Narodowej – 2012 oraz liczne nagrody rektora i kilka odznaczeń PWr.         